# Morandi (album 1995)
Morandi è il ventitreesimo album del cantante italiano Gianni Morandi, pubblicato dall'etichetta discografica Penguin nel 1995, distribuito dalla BMG Ricordi.

## Descrizione
Il 1995 vede Morandi tornare al Festival di Sanremo dopo otto anni dalla vittoria nel 1987 con Si può dare di più in trio con Umberto Tozzi ed Enrico Ruggeri. 
Questa volta si presenta con la cantante Barbara Cola con il brano In amore che riesce a posizionarsi al secondo posto nella classifica della kermesse canora.
Viene pubblicato a stretto giro un nuovo album dal titolo Morandi, prodotto da Alessandro Blasetti, con arrangiamenti di Fabio Forte e Max Minoia.
Dall'album non vengono estratti singoli commerciali ma diversi CD single promozionali: In amore, Fino alla fine del mondo, Sentimento e Giovane amante mia, ma è il brano La regina dell'ultimo tango nella versione riarrangiata (vedi sotto) a diventare una hit estiva, promossa da Morandi in molte manifestazioni canore e programmi televisivi come il Festivalbar.
Nell'ottobre del 1996 l'album viene ristampato con tre nuovi arrangiamenti dei brani La regina dell'ultimo tango, Giovane amante mia e Sentimento, più una traccia aggiuntiva, Un uomo piccolo come me. A curare gli arrangiamenti dei primi due brani sono Andrea e Paolo Amati, che ne sono anche gli autori.
L'album tocca il picco massimo della dodicesima posizione in classifica e diventa l'ottantaduesimo album più venduto del 1995 in Italia.

## Edizioni
L'album è stato pubblicato nel 1995 dalla Penguin con numero di catalogo 74321 - 32572 - 2 in CD e musicassetta. Nell'ottobre del 1996 l'album viene ristampato con tre rifacimenti ed un brano aggiuntivo con numero di catalogo 74321430872.

## Tracce Morandi 1995
Lato A
1. Giovane amante mia
2. Fino alla fine del mondo
3. Sentimento
4. Dammi il massimo
5. La voce
6. Penso a quando ti vedrò
7. La regina dell'ultimo tango
8. Momenti bellissimi
9. La vita è una canzone
10. In amore - con Barbara Cola
11. Marinaio

## Tracce Morandi 1996
Lato A
1. Giovane amante mia (New version)
2. Fino alla fine del mondo
3. Sentimento (New version)
4. Dammi il massimo
5. La voce
6. Penso a quando ti vedrò
7. La regina dell'ultimo tango (New version)
8. Momenti bellissimi
9. La vita è una canzone
10. In amore - con Barbara Cola
11. Marinaio
12. Un uomo piccolo come me

## Formazione
- Gianni Morandi - voce

- Barbara Cola - voce e cori